# Nauvoo (Alabama)
Nauvoo er en by i Alabama, USA med 185(2020) indbyggere. Byen er af ukendte årsager opkaldt efter Nauvoo, Illinois. Byen blev grundlagt i 1888 i forbindelse med bygningen af en jernbane.